# Gunnedah
Gunndenah – miasto na południowym wschodzie Nowej Południowej Walii w Australii. W 2001 r. mieszkało tam 7885 mieszkańców, w tym 859 rdzennych Australijczyków (10,9%).
Jest położone w pobliżu autostrad Oxley i Kamilaroi prowadzących do Sydney odległego o 440km, najbliższe duże miasto to Tamworth (70km). Przez miasto biegnie również linia kolejowa do Sydney.
Główną gałęzią przemysłu jest rolnictwo 80% obszaru hrabstwa jest objęte rolnictwem. Głównym towarem eksportowym Gunnedah jest bawełna, węgiel, wołowina, jagnięcina, wieprzowina i zboża oleiste. Co roku w Gunnedah gości największa w Australii wystawa maszyn rolniczych AgQuip

## Historia
Gunnedah i sąsiednie tereny były kiedyś zamieszkane przez Aborygenów, którzy mówili w języku Kamilaroi (Gamilaraay). Obecne miasto zostało założone przez Europejczyków na między 1833 r. a 1834 r.
Dorothea Mackellar napisała znany w Australii wiersz 'I Love a Sunburnt Country' o jej rodzinnej farmie niedaleko Gunnedah.

## Położenie
Miasto jest położone 264m nad poziomem morza na Równinach Liverpoolskich w dolinie rzeki Namoi. Teren jest płaski najwyższe wzniesienia mają zaledwie 400 do 500 m n.p.m. Klimat jest gorący latem, a łagodny zimą. Teren jest suchy mimo okresowych nawałnic które nawiedzają okolice miasta odcinając je chwilowo od reszty świata.
Teren jest znany z obfitości dzikiej zwierzyny takich jak kangury czy koala. Koala pojawiają się nawet w samym mieści ponieważ są tam drzewa których liście lubią.

## Znani obywatele
- Miranda Kerr - modelka, „Aniołek” Victoria’s Secret
- Ben Smith, John O’Neill, Ron Turner - gracze rugby